# Nachlassstundung
Die Nachlassstundung ist die vom Nachlassgericht auf Antrag gewährte Stundung, mit welcher im schweizerischen Nachlassverfahren Gelegenheit zum Abschluss eines Nachlassvertrags geboten werden soll. Ihre Rechtsgrundlage findet die Nachlassstundung in Art. 293 ff. SchKG.
Gemäss Art. 297 Abs. 1 SchKG bewirkt die Nachlassstundung, dass während ihrer Dauer grundsätzlich keine neue Betreibung eingeleitet werden kann; ebenso ist eine Fortsetzung einer bereits begonnenen Betreibung in der Regel untersagt.
Im Rahmen der Nachlassstundung wird auch ein Sachwalter tätig.
Trotz Bewilligung der Nachlassstundung kann im weiteren Verlauf des Verfahrens der Nachlassvertrag noch verworfen werden.
Es wird jedoch kaum genutzt: In der Schweiz werden pro Jahr einige Dutzend Fälle registriert.